# 山楠
山楠（学名：Phoebe chinensis）为樟科楠属下的一个种。

## 扩展阅读
- 維基物種上的相關：山楠